# 西村総左衛門

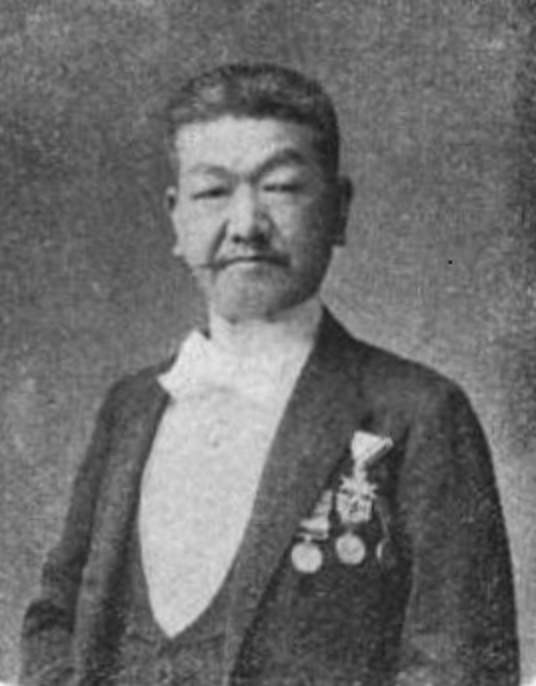
西村総左衛門

西村 総左衛門（總左衛門、にしむら そうざえもん、1855年7月8日（安政2年5月25日） - 1935年（昭和10年）5月16日）は、明治から昭和時代前期にかけての染色家。千總当主。本姓は三国、名は直篤。

## 経歴
三国幽眠の三男として京都に生まれる。1872年（明治5年）に先代西村総左衛門の養子となり、1891年（明治24年）家督を継いで襲名、京都の呉服商千切屋の分家千總店主となる。千切屋一門の系図によると、始祖である本家の与三右衛門から数えると12代目だが、分家した西村総左衛門（そうの字は宗、惣あり）としては9代目となる。
明治初期、岸竹堂、今尾景年らに下絵を依頼し京友禅の振興を図った。ほか、ビロード友禅や無線友禅を考案し、国内外へ広く紹介した。

明治末期には京都市内に2店舗を構え、南店では友禅染の製造卸販売、北店ではビロード友禅(ビロード生地に友禅染の技法で図柄を施す)など室内装飾用の織物製造販売輸出を営み、宮内省の御用を受けるなど成功を収めた。

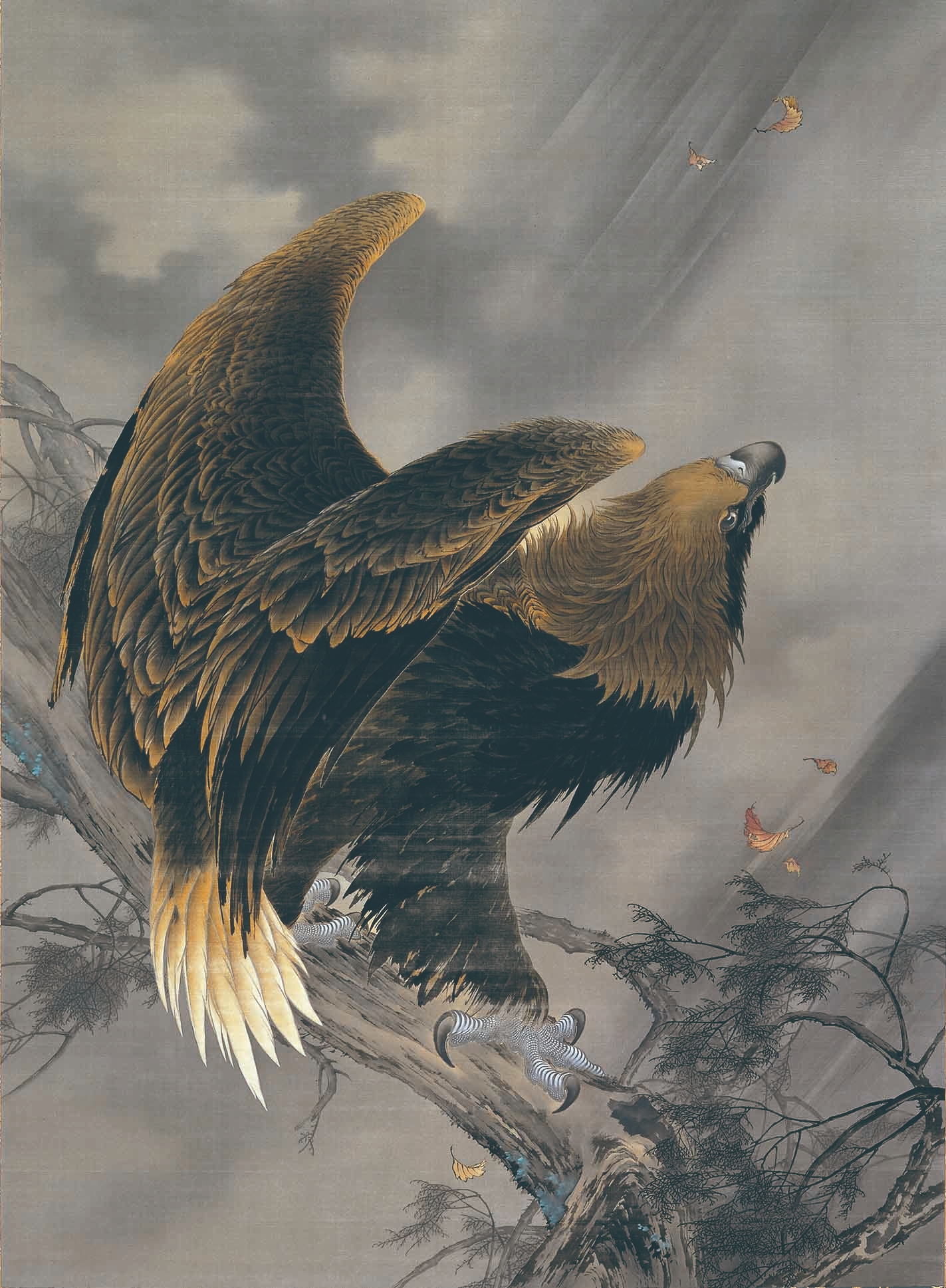
《天鵞絨友禅嵐図壁掛》1903（明治36）年 (三の丸尚蔵館蔵)。第5回内国勧業博覧会出品。原画：木島桜谷。

特に、絵画・室内装飾品としてそのまま通用する美術染織品は、明治政府が輸出産業として奨励したため、総左衛門も新時代を生き延びる手段として意欲的に取り組む。大半が輸出されたが、傷みやすい絹糸を使用しているため、良い状態で保存された作品は少ない。金糸と絹糸をふんだんに使った豪華な刺繡絵「孔雀図刺繡屏風」(四曲一隻屏風、172cm×264cm、推定創作年代1900～10年頃、京都国立近代美術館蔵)は、現存する貴重な総左衛門作品の一つである。

## 親族
- 実父の三国幽眠は越前三国の儒者。実家は豪商。
- 養子の總太郎（1890-1955）は京都の大橋孝七の次男で、1911年に養子となり、1940年に家督を継ぎ、西村総左衛門を襲名[8]。その妻・タカは髙島屋社長・飯田新七4代目の姪。娘婿に田中源太郎の孫・田中磐男（1910-1999）を迎え、家督を譲った。磐男の実父・田中一馬は源太郞の長男で[9]、実母・ゑんは内貴甚三郎の娘[10]。